# Staurastrum gemelliparum
Staurastrum gemelliparum là một loài Song tinh tảo trong họ Desmidiaceae, thuộc chi Staurastrum.